# مقاطعة بورسود-آبائوي-زمبلن
بورسود-آبائوي-زمپلن (بالمجرية: Borsod-Abaúj-Zemplén megye) هي مقاطعة إدارية في المجر الشمالية الشرقية (عادتا تدعى «المجر الشمالية»), على الحدود مع سلوفاكيا. أنها تشارك حدودها مع المقاطعات المجرية نوغراد، هفش، هايدو-بيهار، سابولتش-ساتمار-بريغ.
عاصمة مقاطعة بورسود-آبائوي-زمبلن هي مدينة ميشكولتس. من الأقاليم السبعة الإحصائية المجرية انها تنتمي إلى منطقة المجر الشمالية.
مقاطعة بورسود-آبائوي-زمبلن ثاني أكبر مقاطعة في المجر بالمساحة (بعد باتش-كيشكون) وعدد السكان (بعد بشت).

## أصل ومعنى الاسم
المقاطعة تحتوي على أسماء ثلاث مقاطعات مجرية تاريخية، كل واحدة منهم كانت تحتوي على قلعة في المركز.
- بورسود سُميت على القلعة التي كانت تتبع له. القلعة ربما سُميت على مضيفها الأول، بورس (في اللغة المجرية القديمة «-ود» كانت تُضاف إلى آخر الكلمة كي تُبين الملكية، أي مُلك بورس). كلمة بورس نفسها تأتي من اللغة التركية وتعنى الفلفل، في المجرية الحديثة والقديمة أيضا، ولكنها لا تُستخدم كاسم شخص اليوم. القلعة نفسها كانت تقع على هضبة، وكانت تقع قرب بلدة إدلينوز\.
- آبائوي هو الاختصار الاسم القلعة آبائويفار. آبا ترمز إلى عشيرة آبا التي كانت تحكم النطقة في العصور الوسطى، في حين ئوي فار تعني "قلعة جديدة. القلعة كانت تقع قرب ابلدة آبائويفار.
- زمپلن سميت على اسم قلعتها أيضا. الاسم يأتي من الكلمة زيم السلوفاكية أو زملا بالسلافية، ما يعني أرض، تربة، بلاد أو وطن. القلعة، كاسمها، يدلان أنها كانت على تلة، باقي القلعة يمكن رؤيتها قرب البلدة السلوفاكية زمپلن.

## الشعار والعلم

الشعار الرسمي للمقاطعة

شعار المقاطعة الحالي رُسم في 1991 من شعارات المقاطعات القديمة التي الآن تٌكون بورسود-آبائوي-زمپلن. من اليسار إلى اليمين: شعار مقاطعة آبائوي-تورنا، شعار مقاطعة زمپلن، شعار مقاطعة جيوميور/جيوميور-كيشونت (مع تغير لونه الأحمر الأصلي إلى أزرق كشعار مقاطعة آبائوي).
العلم مُقسم إلى قسمين مطابقين بشكل عامودي (أحمر وأزرق), يحتوي على الشعار، مع اسم المقاطعة مُزين بالخيط الذهبي تحت الشعار. مقياسه يُعادل 2:1. تتحكم السلطة المحلية باستخدام العلم والشعار.

## جغرافية

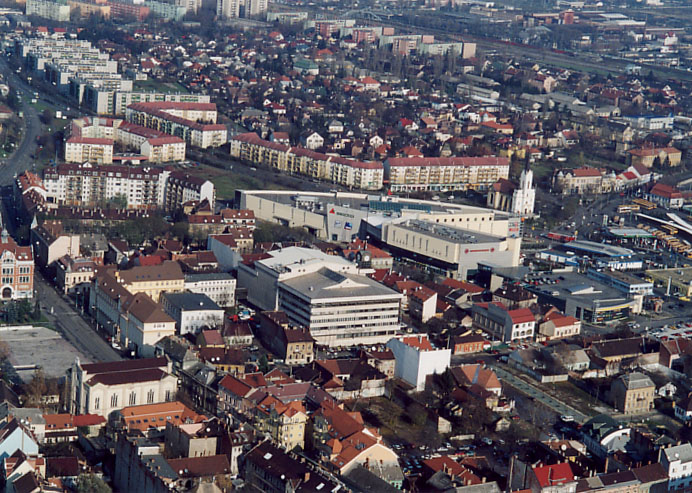
صورة جوية لمدينة مشكولتس

بورسود-آبائوي-زمبلن تحتوي على أعلى عدد الاختلافات في الجغرافية في المجر. إنها تقع في المنطقة التي تلتقي فيها الجبال الشمالية مع السهل المجري العظيم، ما يجعل المناطق الشمالية للمقاطعة جبلية - مع إحدى أطول القمم في العالم وأعمق الكهوف في البلاد - المناطق الجنوبية سهلية. معدل درجات الحرارة أدنى من معدل البلاد، مع معدل رطوبة أعلى 7–800 مليمتر/سنة). المنطقة سجلت إدنى حرارة في المجر: -35 درجة مئوية، كانون الثاني 16, عام 1940.

### أنهار
- تيسا
- سايو/سلانا
- بودروج
- هورناد

### أعلى مناطق
- إستالوس-كوي، من جبال بوك (959 متر).
- ناجي-ميليتس، جبال زمپلن (894 متر).

## اقتصاد
بسبب التركيز على الصنعة في حين وجود الإدارة الاشتراكية ووجود كميات كبيرة من الفحم البني في المقاطعة، بورسود-آبائوي-زمبلن أصبحت إحدى المقاطع المتقدمة في الصناعة. أهم مراكز الصناعة الشديدة كانوا مشكولتس، أوزد، تيساويفاروش، وكازينتسبارتسيكا. مع إقاف وجود الاشتراكية، المقاطعة واجهات أزمة، ومقاطعة بورسود-آبائوي-زمبلن تملك أعلى معدل البطلة عن العمل مع أقل نصيب الفرد من الناتج المحلي الإجمالي في البلاد. منطقة المجر الشمالية هي من إحدى المناطق ذو أقل نصيب الفرد من الناتج المحلي الإجمالي في الإتحاد الأوروبي.

## صور

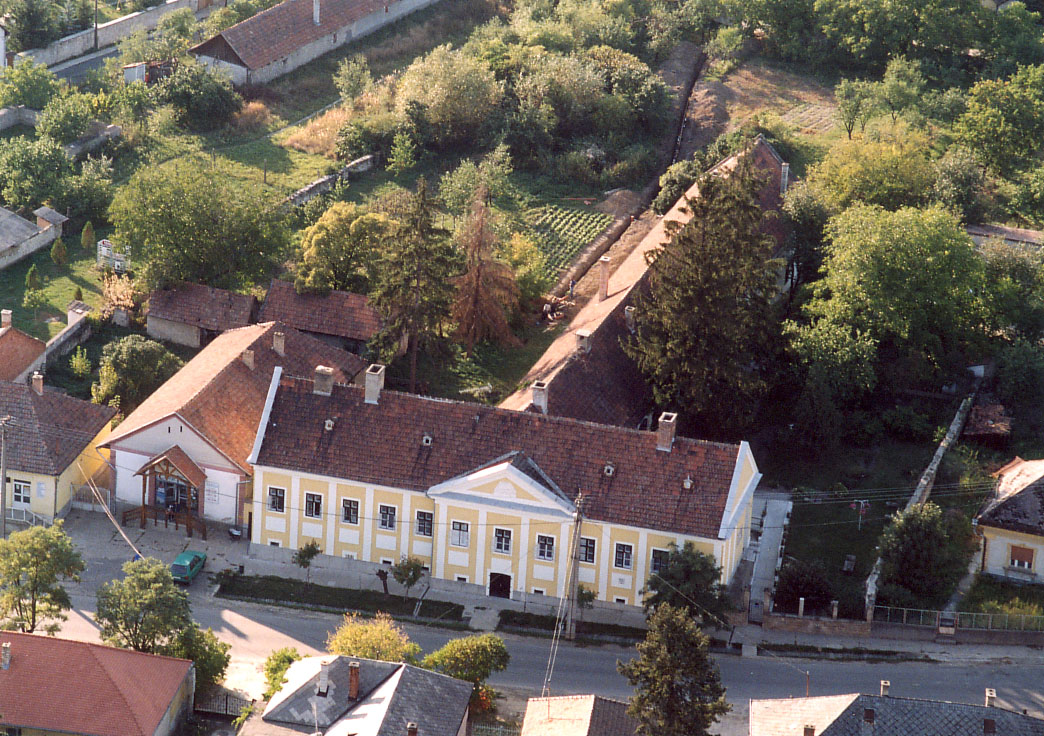
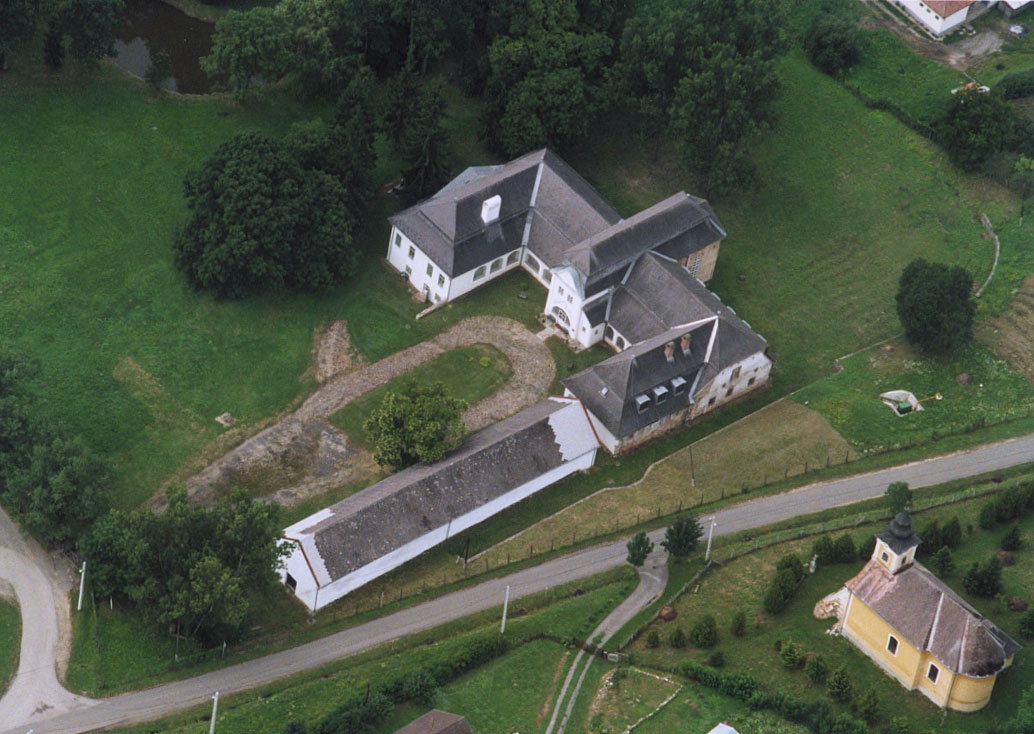
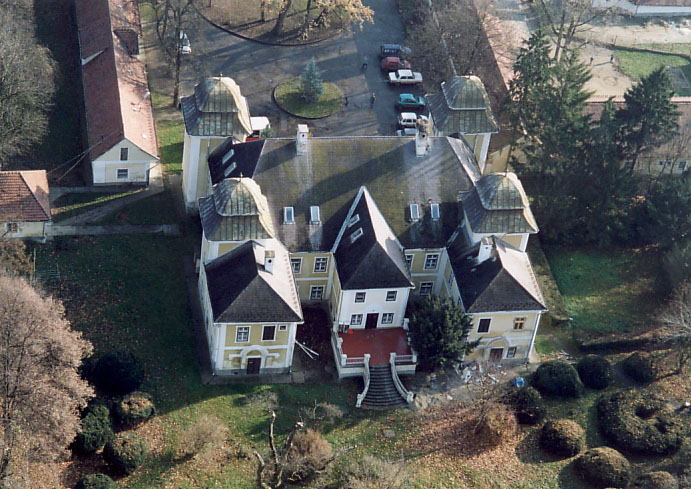
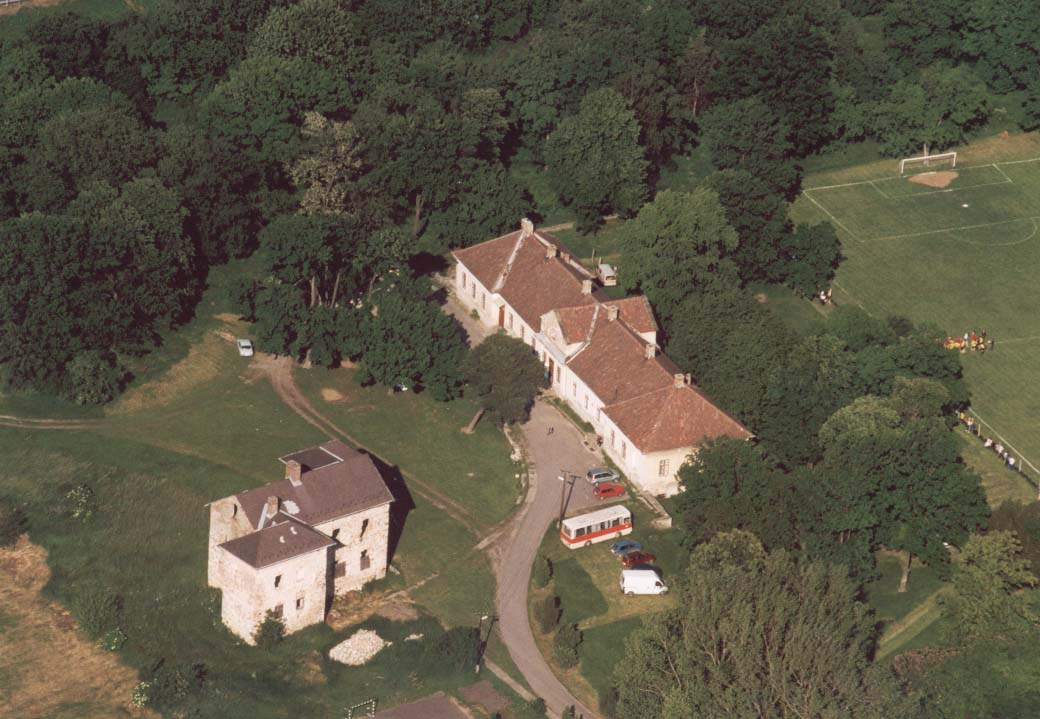
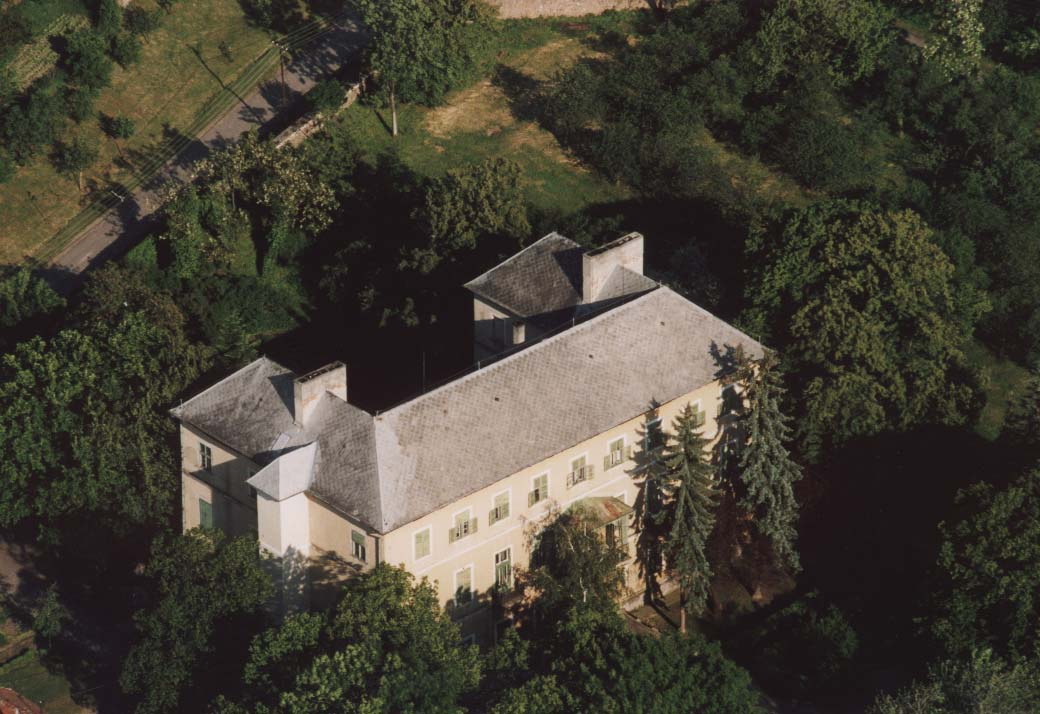
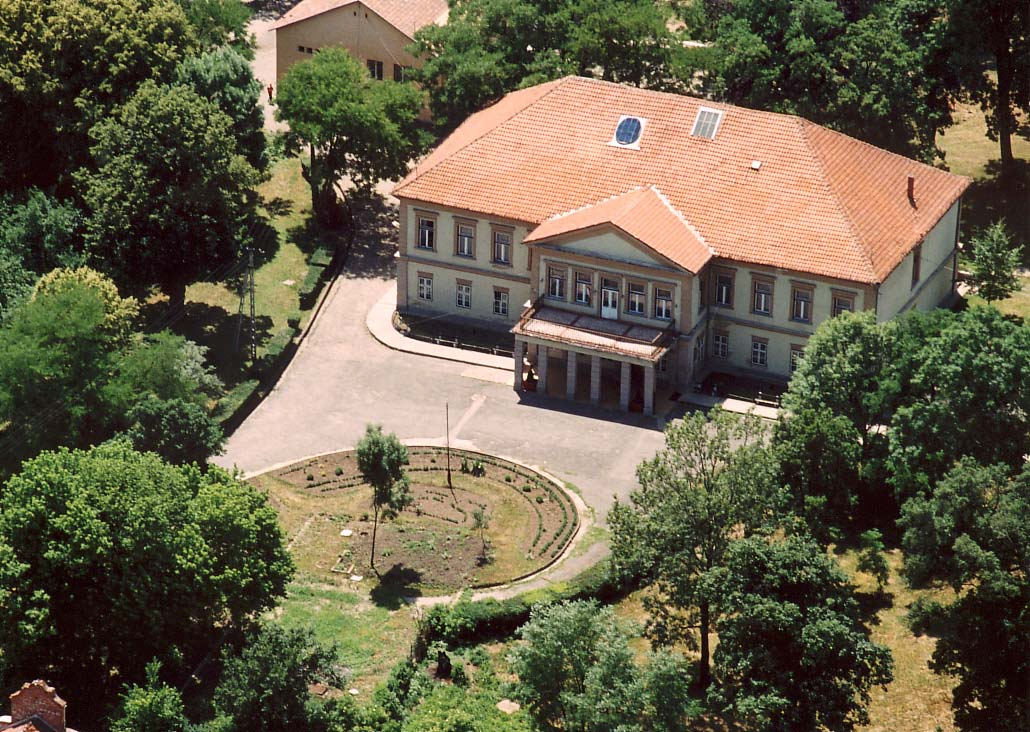
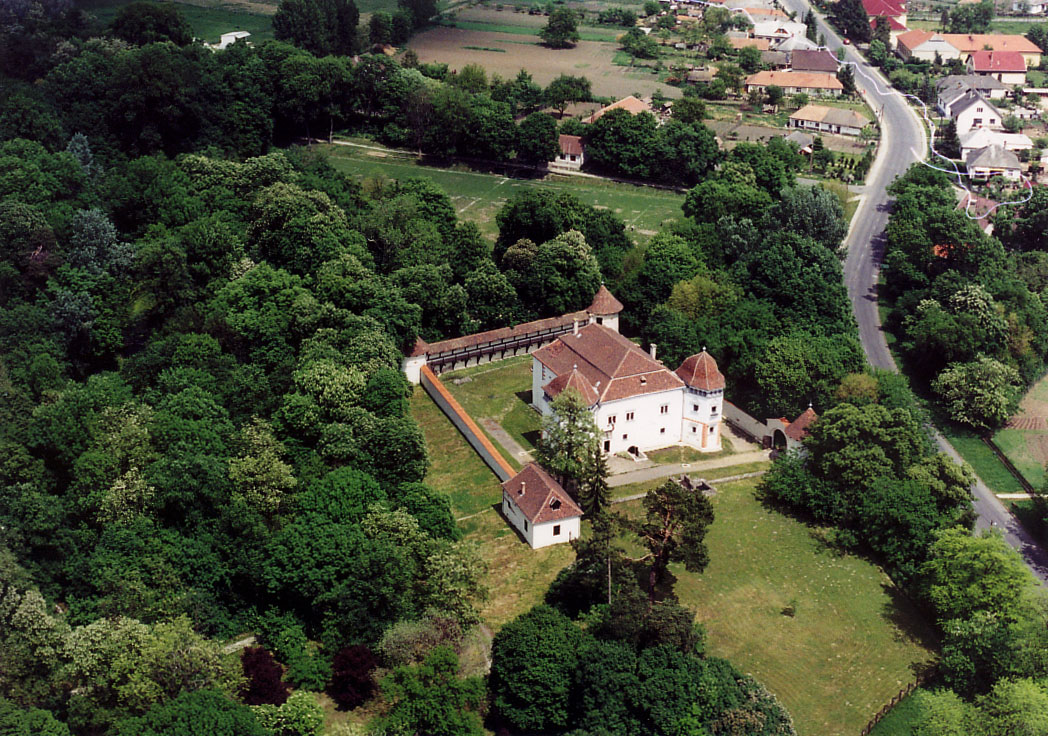

## وصلات خارجية
- الوقع الرسمي